# South32
South32 ist ein australisches Montanunternehmen.
Das im westaustralischen Perth ansässige Unternehmen entstand 2015 durch eine Abspaltung von BHP Billiton. Hierbei gingen unter anderem große Teile des Aluminium-, Mangan- und Nickelgeschäfts auf South32 über.
South32 ist Teil des S&P/ASX 50-Index.
Der Name des Bergwerksbetreibers spielt darauf an, dass sich die Mehrheit der Bergwerke in der südlichen Hemisphäre befinden. Zu den Betrieben des Unternehmens gehören unter anderem die Boddington-Bauxitmine sowie die nahe Worsley-Aluminiumoxidraffinerie in Australien oder auch der Aluminium-Hüttenbetrieb Mozal in Mosambik.